# Бетейвія (Нью-Йорк)
Бетейвія (англ. Batavia) — місто (англ. city) в США, в окрузі Дженесі штату Нью-Йорк. Населення — 15 600 осіб (2020).

## Географія
Бетейвія розташована за координатами 42°59′55″ пн. ш. 78°10′51″ зх. д. / 42.99861° пн. ш. 78.18083° зх. д. (42.998558, -78.180806). За даними Бюро перепису населення США в 2010 році місто мало площу 13,67 км², з яких 13,46 км² — суходіл та 0,21 км² — водойми.

## Демографія
Згідно з переписом 2010 року, у місті мешкало 15 465 осіб у 6644 домогосподарствах у складі 3710 родин. Густота населення становила 1132 особи/км². Було 7219 помешкань (528/км²).
Расовий склад населення:
| - 89,4 % — білих - 5,4 % — чорних або афроамериканців - 0,8 % — азіатів - 0,4 % — корінних американців |

До двох чи більше рас належало 3,3 %. Частка іспаномовних становила 3,0 % від усіх жителів.
За віковим діапазоном населення розподілялося таким чином: 21,8 % — особи молодші 18 років, 59,6 % — особи у віці 18—64 років, 18,6 % — особи у віці 65 років та старші. Медіана віку мешканця становила 40,4 року. На 100 осіб жіночої статі у місті припадало 89,9 чоловіків; на 100 жінок у віці від 18 років та старших — 87,1 чоловіків також старших 18 років.
Середній дохід на одне домашнє господарство становив 53 434 долари США (медіана — 41 584), а середній дохід на одну сім'ю — 67 089 доларів (медіана — 59 932). Медіана доходів становила 43 977 доларів для чоловіків та 33 832 долари для жінок. За межею бідності перебувало 22,8 % осіб, у тому числі 33,0 % дітей у віці до 18 років та 13,2 % осіб у віці 65 років та старших.
Цивільне працевлаштоване населення становило 7139 осіб. Основні галузі зайнятості: освіта, охорона здоров'я та соціальна допомога — 27,3 %, мистецтво, розваги та відпочинок — 12,4 %, роздрібна торгівля — 12,0 %, виробництво — 11,9 %.

## Уродженці
- Джон Ґарднер (1933—1982) — американський письменник.